# Vertrauensvorschuss
Vertrauensvorschuss ist das Vertrauen in eine Person oder Sache, ohne dass der Vertrauende weiß, ob dieses Vertrauen gerechtfertigt ist. Hierbei gehen zum einen die Bereitschaft (Wahrscheinlichkeit, dass das Vertrauen nicht verletzt werden wird) zum anderen die Intensität (Höhe des riskierten Vorschusses) in die Bewertung des Vorschusses ein.
Beim Eingehen eines Vertrauensvorschusses riskiert der Vertrauende somit eine Verletzung und geht ein Risiko ein. Bei zu wenig Vertrauensvorschuss kann eine Kultur der Kontrolle entstehen.
Es gibt drei Erwartungen gegenüber dem Empfänger des Vertrauensvorschusses:
- Kompetenzerwartung
- Integritätserwartung
- Benevolenzerwartung